# Fjællebro (herregård)
 For alternative betydninger, se Fjællebro. (Se også artikler, som begynder med Fjællebro)
Fjællebro er en gammel hovedgård, den nævnes i 1462 for første gang. Fjællebro ligger i Herringe Sogn, Sallinge Herred, Ringe Kommune. Hovedbygningen er opført i 1622 og ombygget i 1726-1772-1885.
Fjællebro Gods er på 177 hektar

## Ejere af Fjællebro
- (1450-1462) Oluf Bonde
- (1462-1470) Otto Johansen Skinkel / Kirsten Johansdatter Skinkel gift (1) Bonde (2) Bild
- (1470-1489) Jep Bild
- (1489-1530) Claus Olufsen Bonde / Ebbe Munk nr1
- (1530-1560) Ebbe Munk nr2
- (1560-1622) Ebbe Munk nr3
- (1622-1633) Sidsel Høg gift Munk
- (1633-1648) Sidsel Høg gift Munk / Jørgen Brahe
- (1648-1661) Jørgen Brahe
- (1661) Peder Jørgensen Brahe
- (1661-1670) Cort Mercker
- (1670-1673) Magdalene Rohde gift (1) Mercker (2) Bartholin
- (1673-1680) Thomas Bartholin
- (1680-1683) Magdalene Rohde gift (1) Mercker (2) Bartholin
- (1683-1702) Peder Luxdorph
- (1702-1710) Anne Margrethe Helverskov gift Luxdorph
- (1710-1739) Philip Ditlev Trampe
- (1739-1770) Frederik Christian Ludvig von Pentz
- (1770-1772) Ditlev von Pentz
- (1772-1798) Frederik Siegfried Rantzau
- (1798-1801) Christian Heinrich August Hardenberg-Reventlow
- (1801-1825) Frederik Christian Holck-Winterfeldt
- (1825-1826) Flemming Frederik Cai Holck-Winterfeldt
- (1826-1885) Gustav Christian Holck-Winterfeldt
- (1885-1900) Gustav Christian Flemming Holck-Winterfeldt
- (1900-1912) Julius Ludvig greve Ahlefeldt-Laurvig-Bille
- (1912-1927) Jessie Bille-Brahe gift Ahlefeldt-Laurvig-Bille
- (1927-1943) Frederik Preben greve Ahlefeldt-Laurvig-Bille
- (1943-1948) Frederik Preben greve Ahlefeldt-Laurvig-Bille / Preben Julius Gregers greve Ahlefeldt-Laurvig-Bille
- (1948-1962) Preben Julius Gregers greve Ahlefeldt-Laurvig-Bille
- (1962-2016) Suzanne Jessie Dorthe Prebensdatter komtesse Ahlefeldt-Laurvig-Bille gift Ludvigsen
- (2016 - Carsten Haagensen